# 放手去爱 (泰勒·斯威夫特歌曲)
《放手去爱》（英語："Fearless"）是美国創作歌手泰勒絲的一首鄉村流行歌曲，收錄於同名專輯中。歌曲由泰勒絲、利茲·羅斯與希拉蕊·琳西共同创作，由泰勒絲及内森·查普曼共同制作，於2010年1月3日由大機器唱片作為專輯的第5張單曲發行。泰勒絲在宣傳自己同名首張錄音室專輯的演出中創作了這首歌曲，以描述戀愛過程中的無所畏懼。歌曲的歌詞則敘說了完美的初次約會。
《放手去爱》獲得了樂評的好評，樂評稱讚其對各個年齡段的人都討喜。在美國，《放手去爱》在《告示牌》百强单曲榜最高排第9名，並被美國唱片業協會认证为白金唱片。《放手去爱》也成功打入加拿大和西班牙的榜單。斯威夫特在許多場合現場表演了歌曲，包括無懼的愛巡迴演唱會。巡演的剪輯鏡頭被用作本歌曲的音樂錄影帶。

## 曲目列表
- 美國數位下載

1. "Fearless" (single version) – 4:01

- 美國/歐洲CD單曲

1. "Fearless" (radio edit) – 4:01

## 榜單
| 榜單（2008年-2010年）            | 最高 排位 |
| -------------------------------- | --------- |
| 加拿大（Canadian Hot 100）       | 69        |
| 西班牙（西班牙音樂製作協會）     | 32        |
| 英國（官方榜单公司）             | 111       |
| 美国（《告示牌》百大單曲榜）     | 9         |
| 美國（《告示牌》流行百強單曲榜） | 18        |
| 美國（《告示牌》热门乡村歌曲榜） | 10        |

| 國家 | 銷售認證 |
| ---- | -------- |
| 美國 | 白金     |

### 年終榜單
| 榜单（2010年）                   | 排位 |
| -------------------------------- | ---- |
| 美國（《告示牌》熱門鄉村歌曲榜） | 55   |

## 外部連結
- 歌曲音乐录像带 （页面存档备份，存于）
- 泰勒·斯威夫特官方网站歌词